# S/2007 S 3
S/2007 S 3 est l'une des lunes de Saturne. Sa découverte fut annoncée par Scott S. Sheppard, David Jewitt, Jan Kleyna et Brian G. Marsden le 1er mai 2007, d'après des observations effectuées entre le 18 janvier et le 19 avril 2007.
S/2007 S 3 fait environ 5 km de diamètre et orbite Saturne à la distance moyenne de 20 518 500 km en 1 100 jours, sur une orbite rétrograde.